# Quidditch im Wandel der Zeiten
Quidditch im Wandel der Zeiten (im Original Quidditch Through the Ages) ist ein fiktives Buch, das in den Harry-Potter-Romanen der britischen Schriftstellerin Joanne K. Rowling erwähnt wird. Die Autorin veröffentlichte es 2001 auch im realen Leben beim Bloomsbury-Verlag.

## Fiktives Buch
Das fiktive Buch vom Autor Kennilworthy Whisp wird erstmals in „Harry Potter und der Stein der Weisen“ erwähnt: Dort ist es im Bestand der Bibliothek von Hogwarts zu finden.

## Reales Buch
Das reale, 64-seitige Buch von Joanne K. Rowling aus dem Jahr 2001 basiert auf der Romanvorlage und wurde deshalb unter dem Pseudonym Kennilworthy Whisp veröffentlicht. Das Cover des Buchs (der gebundenen Ausgabe) sieht so aus, als wäre es schon alt und abgenutzt. Wie auch für alle anderen deutschsprachigen Harry-Potter-Bände besorgte Klaus Fritz die Übersetzung, Sabine Wilharm gestaltete das Cover. Die britische Originalausgabe ist beim Bloomsbury-Verlag, die deutsche beim Carlsen Verlag erschienen, wobei in beiden Fällen auf die Zusammenarbeit mit dem fiktiven Verlag WhizzHard Books hingewiesen wird, der in der Winkelgasse 129b in London ansässig ist.
Neben „Quidditch im Wandel der Zeiten“, hat die Autorin noch zwei weitere reale Versionen der fiktiven Bücher „Die Märchen von Beedle dem Barden“ und „Phantastische Tierwesen & wo sie zu finden sind“ veröffentlicht. Autorin, Verleger und Lektoren (im Deutschen auch der Übersetzer) verzichteten im Fall von „Quidditch im Wandel der Zeiten“ und „Phantastische Tierwesen & wo sie zu finden sind“ auf ihre Vergütungen. Der Verkaufserlös aller Bücher kam Hilfsorganisationen wie Comic Relief oder Rowlings Children’s High Level Group zugute.

## Inhalt
Das Buch beschäftigt sich mit der fiktiven Sportart Quidditch, die von Zauberern und Hexen auf fliegenden Besen gespielt wird. Es wird die Entwicklung des Flugbesens geschildert und über frühere Besenspiele berichtet. Man gewinnt einen Einblick über die Entstehung des Quidditch und dessen Weiterentwicklung im Laufe der Jahrhunderte. Außerdem werden berühmte Quidditch-Mannschaften Großbritanniens und Irlands vorgestellt.
Das Vorwort des Buches entstammt Albus Dumbledores Feder.

## Ausgaben
- J.K. Rowling: Quidditch through the Ages. Bloomsbury Children’s Books, London 2001, ISBN 0-7475-5471-4.
- J.K. Rowling: Quidditch im Wandel der Zeiten. Carlsen, Hamburg 2002, ISBN 3-551-55307-6. (Gebundene Ausgabe)
- J.K. Rowling: Quidditch im Wandel der Zeiten. Carlsen, Hamburg 2010, ISBN 978-3-551-35947-6. (Taschenbuch)